# ظرفاء ولكن (مسلسل)
ظرفاء ولكن هو مسلسل تلفزيوني عراقي عرض في عام 2002.

## الممثلون
- عبد الستار البصري
- عبير فريد
- سلمى سالم
- ميس كمر
- آلاء حسين
- سوران علي شريف
- ستار خضير
- زهير محمد رشيد
- أسيل عادل
- خالد علي
- خليل إبراهيم
- فضلي الجبوري
- لمياء بدن
- زهرة بدن